# Aero Lloyd
Aero Lloyd Flugreisen GmbH & Co, действовавшая как Aero Lloyd, — бывшая авиакомпания Германии со штаб-квартирой в городе Оберурзеле, работавшая в сфере чартерных перевозок с 1980 по 2003 годы.

## История
Aero Lloyd была основана 5 декабря 1980 года и начала операционную деятельность с трёх самолётов McDonnell Douglas DC-9-32, ранее принадлежавших авиакомпании Garuda Indonesia. Штаб-квартира компании первоначально находилась во Франкфурте.
В 2003 году акционеры Aero Lloyd приняли решение о прекращении её финансирования, и в октябре того же года авиакомпания прекратила все операции. Впоследствии активы компании были приобретены основателем Aero Lloyd Богомиром Градисником и на базе приобретённого имущества была сформирована небольшая чартерная авиакомпания Aero Flight, которая выполняла коммерческие авиаперевозки с 25 марта 2004 года. В октябре следующего года «Aero Flight» также прекратила существование.

## Флот

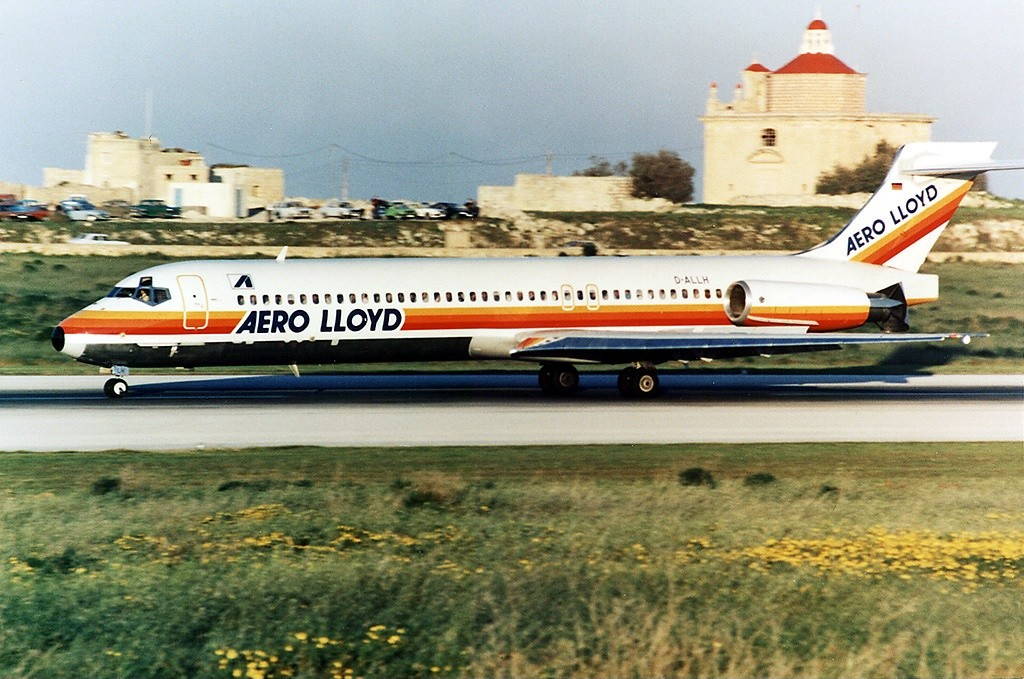
MD-87 авиакомпании Aero Lloyd в международном аэропорту Мальты Лука

Авиакомпания Aero Lloyd эксплуатировала следующие воздушные суда:
- Airbus A320-200 — 15 ед.
- Airbus A321-200 — 11 ед.
- Boeing 737—400 — 1 ед.
- McDonnell Douglas MD-82 2 ед.
- McDonnell Douglas MD-83 — 16 ед.
- McDonnell Douglas MD-87 — 4 ед.